# Manuela Levorato
Manuela Levorato (Italia, 16 de marzo de 1977) es una atleta italiana retirada especializada en las pruebas de 100 m y 200 m, en las que ha conseguido ser medallista de bronce europea en 2002.

## Carrera deportiva
En el Campeonato Europeo de Atletismo de 2002 ganó la medalla de plata en los 100 metros, corriéndolos en un tiempo de 11.23 segundos, llegando a meta tras la griega Ekaterini Thanou y la belga Kim Gevaert (plata con 11.22 s). También ganó el bronce en 200 metros, con un tiempo de 22.75 s, tras la francesa Muriel Hurtis (oro) y de nuevo la belga Kim Gevaert.